# Walter Heisig
Walter Heisig, um 1954
Foto von Johannes Riemann

Link zum Bild

Walter Heisig (* 31. März 1909 in Berlin; † 1984 in Potsdam) war ein deutscher Grafiker.

## Leben und Werk
Heisig studierte in Berlin an der Kunstgewerbe- und Handwerkerschule  und den Vereinigten Staatsschulen für freie und angewandte Kunst. 
Er arbeitete dann als Lehrer für Grafik an der Kunstgewerbe- und Handwerkerschule Berlin-Ost, wo einer seiner Schüler Erich A. Bischof war. Heisig war Mitglied der Novembergruppe und ab 1928 der Assoziation revolutionärer bildender Künstler. Von 1929 bis 1930 arbeitete er als Lehrer an der Piscator-Bühne und dann als Typograf für linksgerichtete Verlage.
In der Zeit des Nationalsozialismus war Heisig obligatorisch Mitglied der Reichskammer der bildenden Künste. Es ist jedoch lediglich eine Ausstellung bekannt. Heisig nahm als Soldat der Wehrmacht am Zweiten Weltkrieg teil. Nach der Entlassung aus der Kriegsgefangenschaft war er als Mitarbeiter der Landesregierung von Brandenburg für Kultur verantwortlich. In dieser Funktion gehörte er u. a. 1947 mit Ludwig Justi, Otto Nagel und dem Kunsthändler Hans Krenz zur Hängekommission der ersten Landesausstellung brandenburgischer Künstler. Er wurde dann Hauptreferent im Ministerium für Kultur der DDR. Von 1952 bis 1962 war er Künstlerischer Leiter des Berliner Instituts für angewandte Kunst, Nachfolger des 1950 von Mart Stam gegründeten Instituts für industrielle Gestaltung. Er hatte eine Professur für Grafik im Abendstudium an der Kunsthochschule Berlin-Weißensee und arbeitete danach als freischaffender Künstler in Potsdam.
Arbeiten Heisigs befinden sich u. a. im Kunstmuseum Moritzburg, Halle/Saale.

## Werke (Auswahl)

### Druckgrafik
- Liegende Katze (1929, Holzschnitt, 22,5 × 30 cm; in der Mappe Die Schaffenden, 2. Mappe 1930)[3]

### Buchillustrationen
- Fredrik Parelius: Friedloses Afrika. (Urskogens fredløse, deutsch.) Büchergilde Gutenberg, Berlin 1931 (mit Reproduktionen von 17 Holzschnitten)
- Zehn Fabeln. Stichnote, Potsdam, ca. 1955 (mit Bildern weiterer Künstler)

### Buchpublikationen und publizierte Essays Heisigs
- Volkskunst in der Sowjetunion. Lemke, Berlin, 1952
- Zu aktuellen Fragen der angewandten Kunst in Industrie und Handwerk. (Text einer Rede vom 20. Januar 1953), Institut für Angewandte Kunst, 1953
- Gedanken nach einer Tagung. In: Bildende Kunst, Berlin, 1/1954, S. 27–31
- Der Holzschnitt. Die volkstümliche Grafik Vietnams. In: Bildende Kunst, Berlin, 4/1959
- Deutsches Kunsthandwerk 1953. Verlag der Kunst, Dresden, 1953 (Schriftleitung)

## Ausstellungen (mutmaßlich unvollständig)
- 1941: Dessau, Anhaltische Gemäldegalerie (Holzschnitte; mit Max Hauschild, Max Neumann und Adolf Saenger)
- 1951/1952: Berlin, Museumsbau am Kupfergraben („Künstler schaffen für den Frieden“)
- 1978/1979: Berlin, Altes Museum („Revolution und Realismus. Revolutionäre Kunst in Deutschland 1917 bis 1933“)